# Томашів-Мазовецький
Тома́шів-Мазове́цький (пол. Tomaszów Mazowiecki, вимовляється [tɔˈmaʂuf mazɔˈvjɛt͡skʲi] ( прослухати), їдиш טאָמעשעוו) — місто в центральній Польщі, на річці Пілиця. Адміністративний центр Томашівського повіту Лодзинського воєводства. Біля міста проходить важлива швидкісна дорога S8, яка з'єднує великі міста Польщі (Вроцлав, Лодзь, Варшава та Білосток). Населення міста становить 60,529 осіб (2021).

## Розташування
Томашів-Мазовецький знаходиться в Лодзинському воєводстві (з 1999 р.), а раніше входило до Пйотрковського воєводства (1975–1998). Станом на 2002 рік Томашів займає площу 41,3 квадратних кілометрів. Місто розташоване на берегах трьох річок: Пілиця, Волборка та Чорна Бєліна, поблизу Сулейовського водосховища та краю Пущі Спальської зони дикої природи.

## Визначні місця
- Музей-заповідник річки Пілиці,
- Природний заповідник «Блакитні джерела». Його символом є качка-крижень.

## Клімат
Томашів-Мазовецький має вологий континентальний клімат (Cfb за класифікацією кліматів Кеппена).
| Клімат Томашів-Мазовецький                                                                     | Клімат Томашів-Мазовецький | Клімат Томашів-Мазовецький | Клімат Томашів-Мазовецький | Клімат Томашів-Мазовецький | Клімат Томашів-Мазовецький | Клімат Томашів-Мазовецький | Клімат Томашів-Мазовецький | Клімат Томашів-Мазовецький | Клімат Томашів-Мазовецький | Клімат Томашів-Мазовецький | Клімат Томашів-Мазовецький | Клімат Томашів-Мазовецький | Клімат Томашів-Мазовецький |
| Показник                                                                                       | Січ.                       | Лют.                       | Бер.                       | Квіт.                      | Трав.                      | Черв.                      | Лип.                       | Серп.                      | Вер.                       | Жовт.                      | Лист.                      | Груд.                      |                            |
| Середній максимум, °C                                                                          | 0,3                        | 2,1                        | 7,1                        | 13,8                       | 18,7                       | 22,0                       | 24,0                       | 23,7                       | 18,8                       | 12,8                       | 7,3                        | 2,5                        |                            |
| Середня температура, °C                                                                        | −2                         | −0,9                       | 3,1                        | 9,1                        | 14,2                       | 17,7                       | 19,7                       | 19,3                       | 14,5                       | 9,3                        | 4,7                        | 0,4                        |                            |
| Середній мінімум, °C                                                                           | −4,5                       | −4                         | −1                         | 3,8                        | 9,0                        | 12,6                       | 15,0                       | 14,5                       | 10,4                       | 6,0                        | 2,2                        | −1,8                       |                            |
| Норма опадів, мм                                                                               | 45                         | 41                         | 49                         | 50                         | 73                         | 69                         | 92                         | 64                         | 61                         | 47                         | 45                         | 46                         |                            |
| ---------------------------------------------------------------------------------------------- | -------------------------- | -------------------------- | -------------------------- | -------------------------- | -------------------------- | -------------------------- | -------------------------- | -------------------------- | -------------------------- | -------------------------- | -------------------------- | -------------------------- | -------------------------- |
| Джерело: https://en.climate-data.org/europe/poland/łodz-voivodeship/tomaszow-mazowiecki-10350/ |                            |                            |                            |                            |                            |                            |                            |                            |                            |                            |                            |                            |                            |

## Демографія
Демографічна структура станом на 31 березня 2011 року:
|          | Загалом | Допрацездатний вік | Працездатний вік | Постпрацездатний вік |
| -------- | ------- | ------------------ | ---------------- | -------------------- |
| Чоловіки | 31064   | 5982               | 21667            | 3415                 |
| Жінки    | 34934   | 5628               | 20210            | 9096                 |
| Разом    | 65998   | 11610              | 41877            | 12511                |

## Відомі люди пов'язані з містом
- Цезарій Пазура — актор, співак
- Юзеф Локетек — польський соціаліст і кримінальний авторитет
- Оскар Ланге — польський економіст і державний діяч
- Міхаель Села — ізраїльський вчений